# مهرجان شرق نيوك
مهرجان شرق نيوك هو مهرجان موسيقي سنوي يقام على مدار خمسة أيام في ١يوليو في المنطقة المعروفة باسم شرق نيوك من فايف.

## التاريخ
تأسست في عام ٢٠٠٤ وهي فكرة من أفكار دونالد ولويز ماكدونالد والمدير الفني المؤسس سفيند ماك إيوان براون.

## الأماكن والفنانين
تقام حفلات المهرجان الموسيقية في مجموعة من الأماكن بما في ذلك الكنائس في قرى مثل سانت مونانس وكريل وكيلكون كوهار وكيلريني وسيلا ردك بالإضافة إلى المساحات غير العادية مثل سكوتلاندا سيكريت بنكر وهو ملجأ للطائرات في ليوتشارز الحدائق، والكهوف، والوادي، ومناطق الجذب المحلية، ولا سيما بوهاوس، وهو مركز لإنتاج الأغذية والترويج لها في ملكية بالكاسكي التي تحولت إلى مكان للأداء خصيصًا لهذا الحدث.
ينضم الموسيقيون والمجموعات الموسيقية معًا في الإقامات طوال فترة المهرجان تقريبًا ، حيث يلعبون مجموعة موسيقى الحجرة الأساسية جنبًا إلى جنب مع اللجان الجديدة والأعمال المعاصرة وموسيقى الجاز والموسيقى العالمية.  كما يتم عرض القص والشعر والأدب والمعارض والأفلام وغيرها من المشاريع الفنية والتركيبية.
من بين الفنانين الضيوف المنتظمين أوركسترا الحجرة الاسكتلندية ، وعازف البيانو / عازف البيانو كريستيان زكريا ، والرباعية البلسية ، وفرقة بافل هاس الرباعية ، والرباعية الكاستالية ، ولايبزيغ سترينغ الرباعية ، وعلماء تاليس ، وعازفو البيانو إليزابيث ليونسكاجا وليور ويليامز.
يتضمن برنامج مهرجان ٢٠٢١ سبعة حفلات موسيقية حية، وفعاليات منبثقة في جميع أنحاء المنطقة، وتركيبات وبث عبر الإنترنت وعلى راديو بي بي سي٣.
سيقام مهرجان ٢٠٢٢ من ٢٩ يونيو إلى ٣ يوليو.

## برنامج مهرجان شرق نيوك
يوفر المهرجان للفنانين الشباب فرصًا خاصة لتطوير موسيقاهم ومشاريعهم في موسيقى الحجرة من خلال برنامج مهرجان شرق نيوك. تتوج الإقامات والندوات الخلوية بالعروض في المهرجان ولكنها تركز بشكل أساسي على التطور الشخصي والموسيقي للمشارك.  يقام تراجع في قرية إيلي في فايف.  في عام ٢٠٢١، يستكشف عازف الجيتار شون شيب ذخيرة الجيتار الرباعية ، بينما يعمل عازف الكمان بنجامين بيكر على تحقيق مشروع الحفل بالوسائط المتعددة بعنوان sei solo.  سيتم الإعلان عن المزيد من الإقامات في يوليو ٢٠٢١.

## الموسيقى والمجتمع
يلتزم مهرجان شرق نيوك بتكليف أعمال جديدة لشخصيات بارزة مخصصة لأداء موسيقيين محترفين ومجتمعيين جنبًا إلى جنب.  أول عمل في هذه السلسلة كان عبر المسافة لمدة ٣٢ قرنًا بواسطة جون لوثر آدامز في عام  ٢٠١٥ . في عام ٢٠١٦ ، أعقب ذلك نصب تذكاري لديفيد لانغ للمغنيين الهواة والمحترفين ، وهو احتفال كورالي بالذكرى المئوية لمعركة السوم.  تم إجراء هذا بالإشتراك مع مهرجان نيوك الشرقي و١٤-١٨ الآن ، بدعم من اسكتلندا الإبداعية.
تم عرضه لأول مرة في ٢ يوليو ٢٠١٦، ثم تم إتاحته مجانًا للفرق الغنائية لإنشاء عروضهم الخاصة ، وتم إجراء أكثر من ٤٠عرضًا بحلول أبريل٢٠١٧. في عام ٢٠١٧، كلف مهرجان شرق نيوك بأداء عرض مع موسيقيين فرقة توليس راسل ميلز في  فايف بقيادة عازف البوق جون والاس وموسيقييه من مجموعة والاس.  مستوحاة من قصص عمال المناجم في فايف والموسيقى التي صنعوها في فرقهم النحاسية ، التي أُطلق عليها إسم de profundis وتم عرضها لأول مرة في فايف في ١ يوليو٢٠١٧. شهدت لجنة ٢٠١٨ عمل الماسح الضوئي مع طلاب من أكاديمية ويد ، أنستروثر لإنشاء نصب تذكاري صوتي للرجال الذين فُقدوا في البحر في صناعة صيد الأسماك.

## الجوائز
حاز مهرجان إيست نيوك مرتين على جائزة الجمعية الفيلهارمونية الملكية لتنمية الجمهور - في عام ٢٠٠٧ وفي عام ٢٠١٧.  في عام ٢٠١٩، فازت بجوائز اسكتلندية للموسيقى الجديدة عن مشروعها الكبير،  فُقد في البحر.